# Kidston Lake
Kidston Lake är en sjö i Kanada.   Den ligger i provinsen Nova Scotia, i den sydöstra delen av landet, 1 000 km öster om huvudstaden Ottawa. Kidston Lake ligger 83 meter över havet. Arean är 0,13 kvadratkilometer. Den sträcker sig 0,6 kilometer i nord-sydlig riktning, och 0,5 kilometer i öst-västlig riktning.
I omgivningarna runt Kidston Lake växer i huvudsak blandskog. Runt Kidston Lake är det ganska tätbefolkat, med 214 invånare per kvadratkilometer.